# Ineti Felemi
Ineti Felemi (28 de octubre de 1999) es una deportista tongana que compite en judo. Ganó una medalla de oro en el Campeonato de Oceanía de Judo de 2017 en la categoría de +78 kg.

## Palmarés internacional
| Campeonato de Oceanía | Campeonato de Oceanía | Campeonato de Oceanía | Campeonato de Oceanía |
| Año                   | Lugar                 | Medalla               | Categoría             |
| --------------------- | --------------------- | --------------------- | --------------------- |
| 2017                  | Nukualofa (Tonga)     | Medalla de oro        | +78 kg                |